# Soisy-Bouy
Soisy-Bouy és un municipi francès, situat al departament de Sena i Marne i a la regió de Illa de França. L'any 2007 tenia 788 habitants.
Forma part del cantó de Provins, del districte de Provins i de la Comunitat de comunes del Provinois.

## Demografia

### Població
El 2007 la població de fet de Soisy-Bouy era de 788 persones. Hi havia 286 famílies, de les quals 56 eren unipersonals (20 homes vivint sols i 36 dones vivint soles), 95 parelles sense fills, 119 parelles amb fills i 16 famílies monoparentals amb fills.
La població ha evolucionat segons el següent gràfic:
Habitants censats

### Habitatges
El 2007 hi havia 343 habitatges, 291 eren l'habitatge principal de la família, 25 eren segones residències i 27 estaven desocupats. 342 eren cases i 1 era un apartament. Dels 291 habitatges principals, 266 estaven ocupats pels seus propietaris, 23 estaven llogats i ocupats pels llogaters i 2 estaven cedits a títol gratuït; 1 tenia una cambra, 7 en tenien dues, 46 en tenien tres, 86 en tenien quatre i 151 en tenien cinc o més. 188 habitatges disposaven pel capbaix d'una plaça de pàrquing. A 112 habitatges hi havia un automòbil i a 156 n'hi havia dos o més.

### Piràmide de població
La piràmide de població per edats i sexe el 2009 era:
| Homes | Edats   | Dones |
| ----- | ------- | ----- |
| 0     | 95 o +  | 0     |
| 0     | 90 a 94 | 0     |
| 8     | 85 a 89 | 8     |
| 0     | 80 a 84 | 12    |
| 12    | 75 a 79 | 8     |
| 16    | 70 a 74 | 12    |
| 20    | 65 a 69 | 16    |
| 16    | 60 a 64 | 24    |
| 28    | 55 a 59 | 16    |
| 32    | 50 a 54 | 20    |
| 44    | 45 a 49 | 28    |
| 28    | 40 a 44 | 44    |
| 32    | 35 a 39 | 36    |
| 28    | 30 a 34 | 24    |
| 16    | 25 a 29 | 20    |
| 24    | 20 a 24 | 32    |
| 56    | 15 a 19 | 28    |
| 44    | 10 a 14 | 28    |
| 28    | 5 a 9   | 8     |
| 20    | 0 a 4   | 20    |

## Economia
El 2007 la població en edat de treballar era de 503 persones, 370 eren actives i 133 eren inactives. De les 370 persones actives 346 estaven ocupades (193 homes i 153 dones) i 25 estaven aturades (7 homes i 18 dones). De les 133 persones inactives 52 estaven jubilades, 35 estaven estudiant i 46 estaven classificades com a «altres inactius».

### Ingressos
El 2009 a Soisy-Bouy hi havia 295 unitats fiscals que integraven 788,5 persones, la mediana anual d'ingressos fiscals per persona era de 20.240 €.

### Activitats econòmiques
Dels 17 establiments que hi havia el 2007, 5 eren d'empreses de construcció, 6 d'empreses de comerç i reparació d'automòbils, 1 d'una empresa de transport, 1 d'una empresa d'hostatgeria i restauració, 1 d'una empresa d'informació i comunicació, 2 d'empreses de serveis i 1 d'una empresa classificada com a «altres activitats de serveis».
Dels 6 establiments de servei als particulars que hi havia el 2009, 1 era un taller de reparació d'automòbils i de material agrícola, 1 paleta, 2 fusteries, 1 electricista i 1 perruqueria.
L'únic establiment comercial que hi havia el 2009 era una botiga de menys de 120 m².
L'any 2000 a Soisy-Bouy hi havia 9 explotacions agrícoles que ocupaven un total de 528 hectàrees.

## Equipaments sanitaris i escolars
El 2009 hi havia una escola elemental integrada dins d'un grup escolar amb les comunes properes formant una escola dispersa.

## Poblacions més properes
El següent diagrama mostra les poblacions més properes.